# Жолібож
Жолібож (пол. Żoliborz) — район (дільниця) Варшави, розташована на лівому березі Вісли. На півночі межує з дільницею Беляни (пол. Bielany), на півдні — з дільницею Середмістя (пол. Śródmieście), на заході — з дільницею Бемово (пол. Bemowo), на сході — з дільницею Прага-Пулноц (пол. Praga-Północ) (розташована на правому березі Вісли). Площа становить 8,3 км2 — за цим показником Жолібож є найменшою дільницею Варшави. Вирізняється також великими площами зелених насаджень — більш ніж 50 м2 на одного мешканця дільниці. На території дільниці Жолібож станом на січень 2024 мешкало 58625 осіб.
До 2002 входила до складу ґміни Варшава—Центр.

## Історія

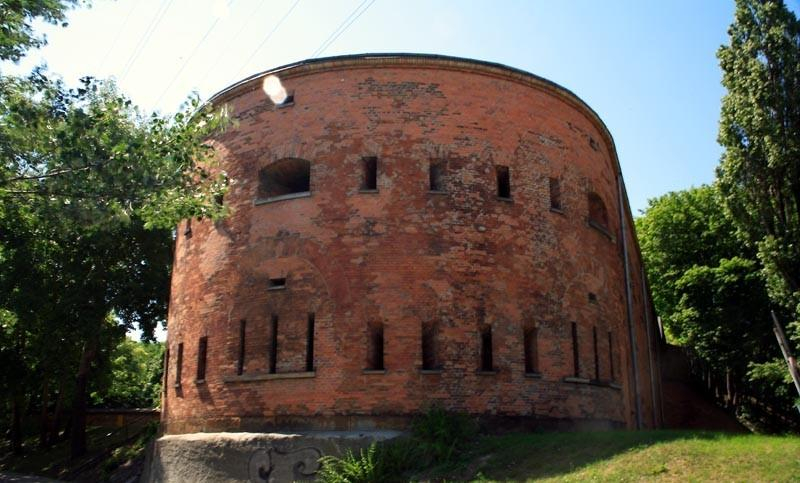
Відновлений капонір Варшавської цитаделі

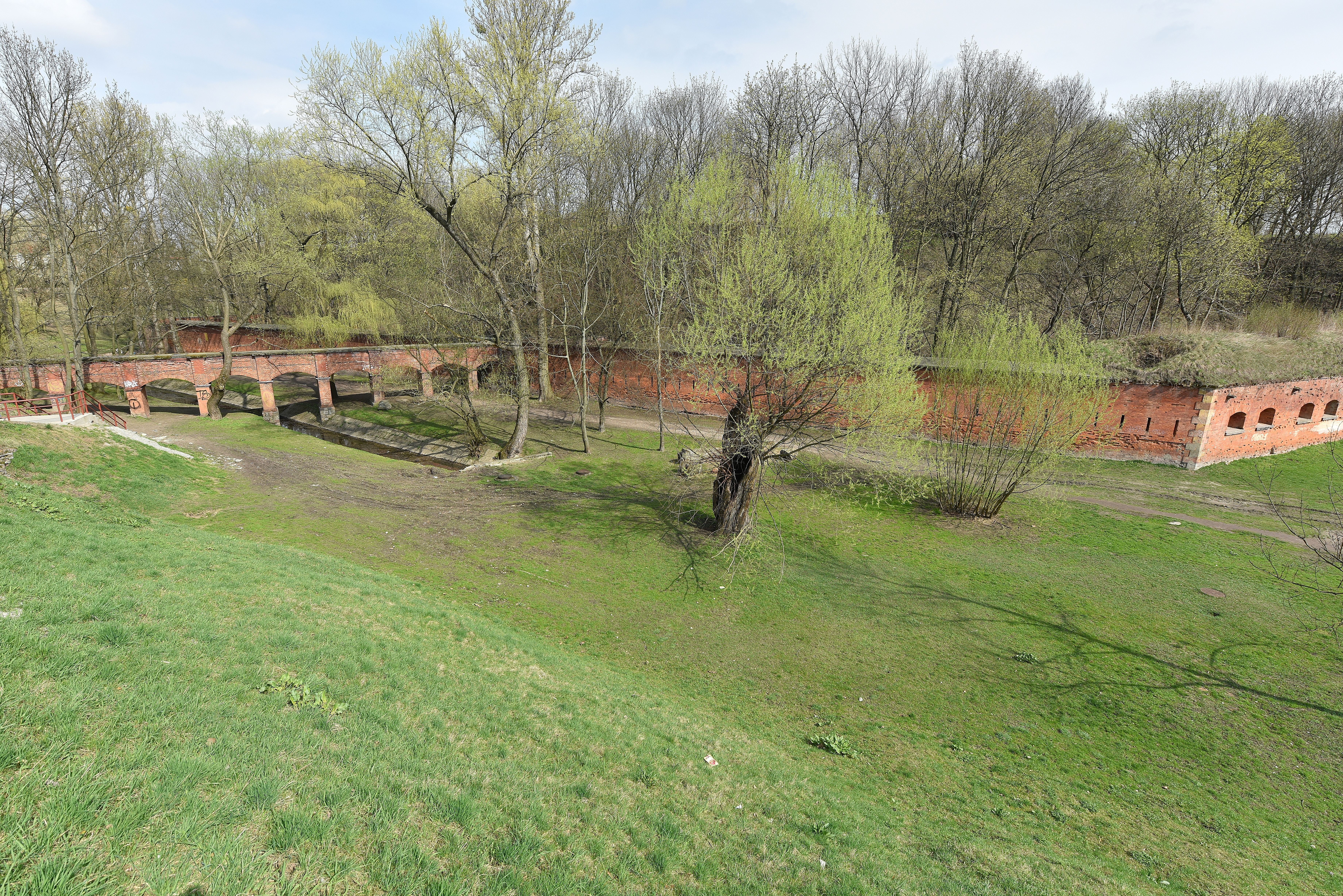
Мури Варшавської цитаделі

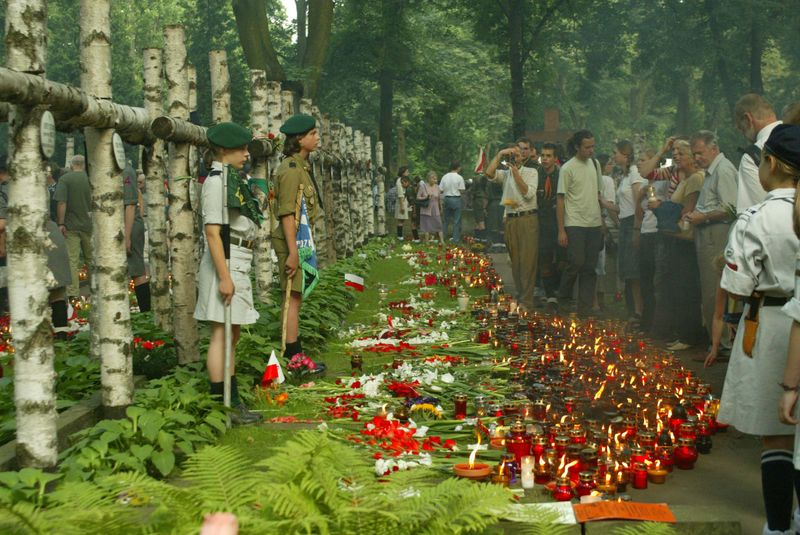
Могили членів Сірих Шерегів на Повонзках

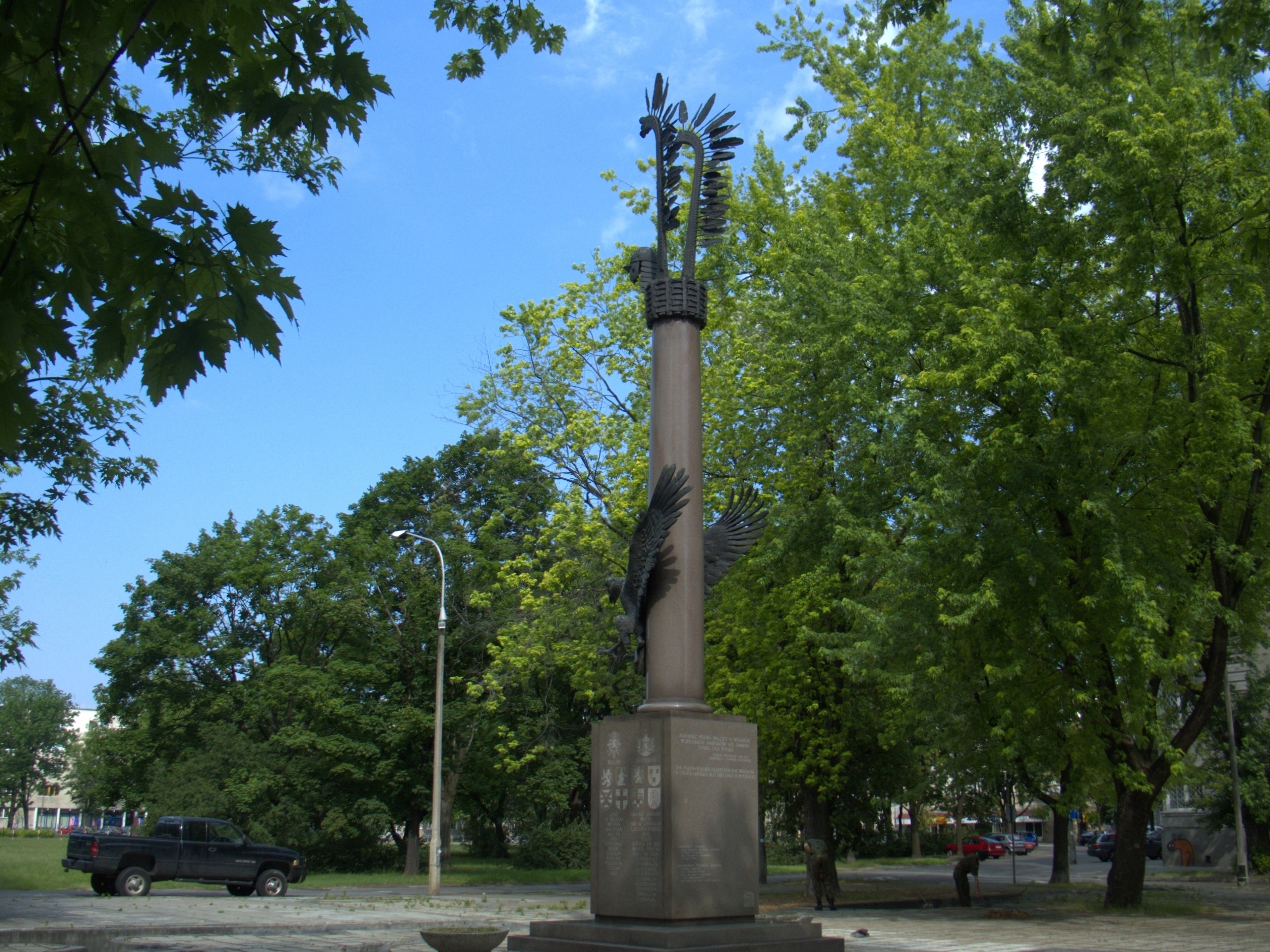
Пам'ятник на площі Інвалідів

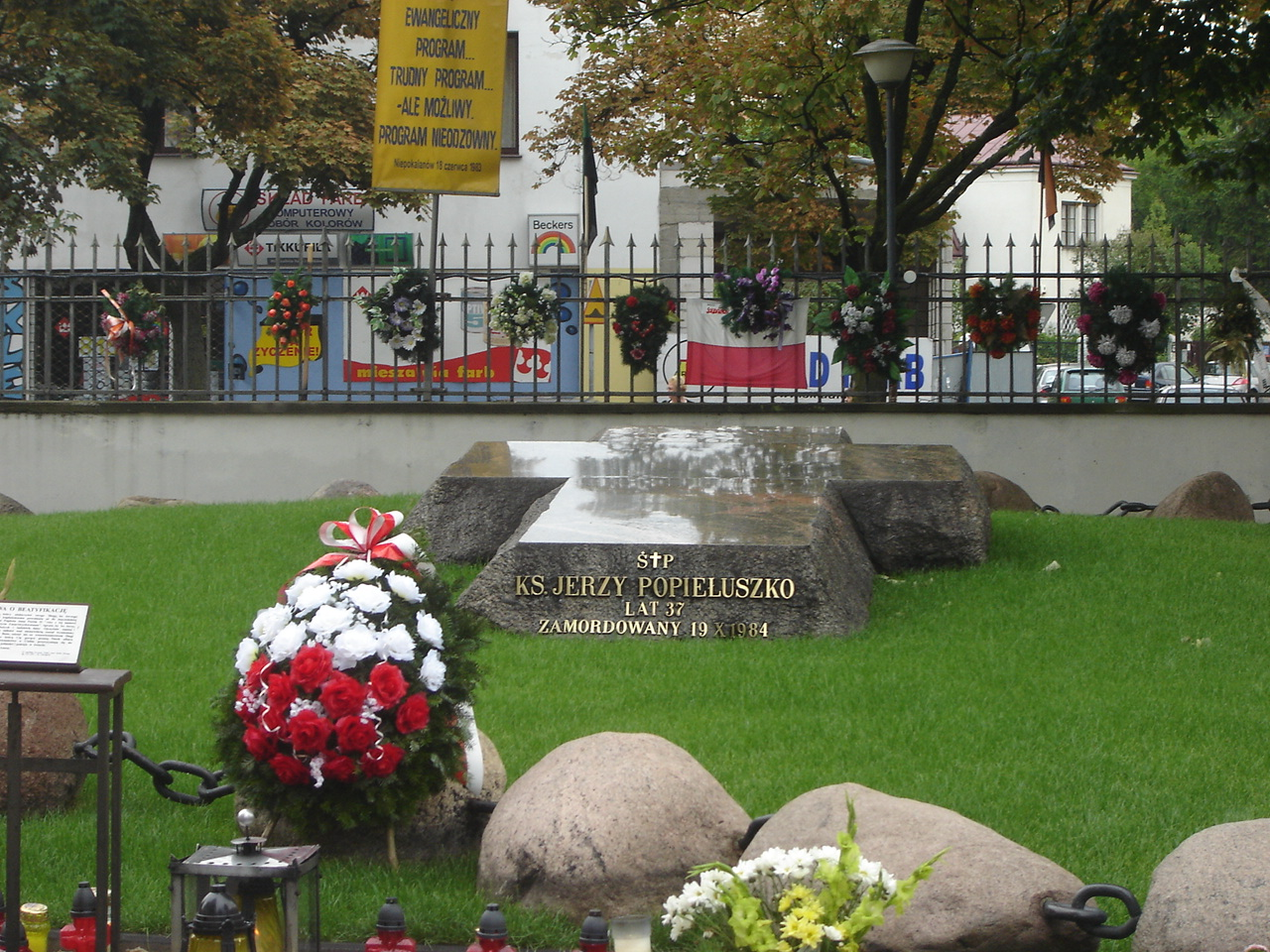
Могила Єжи Попелюшка

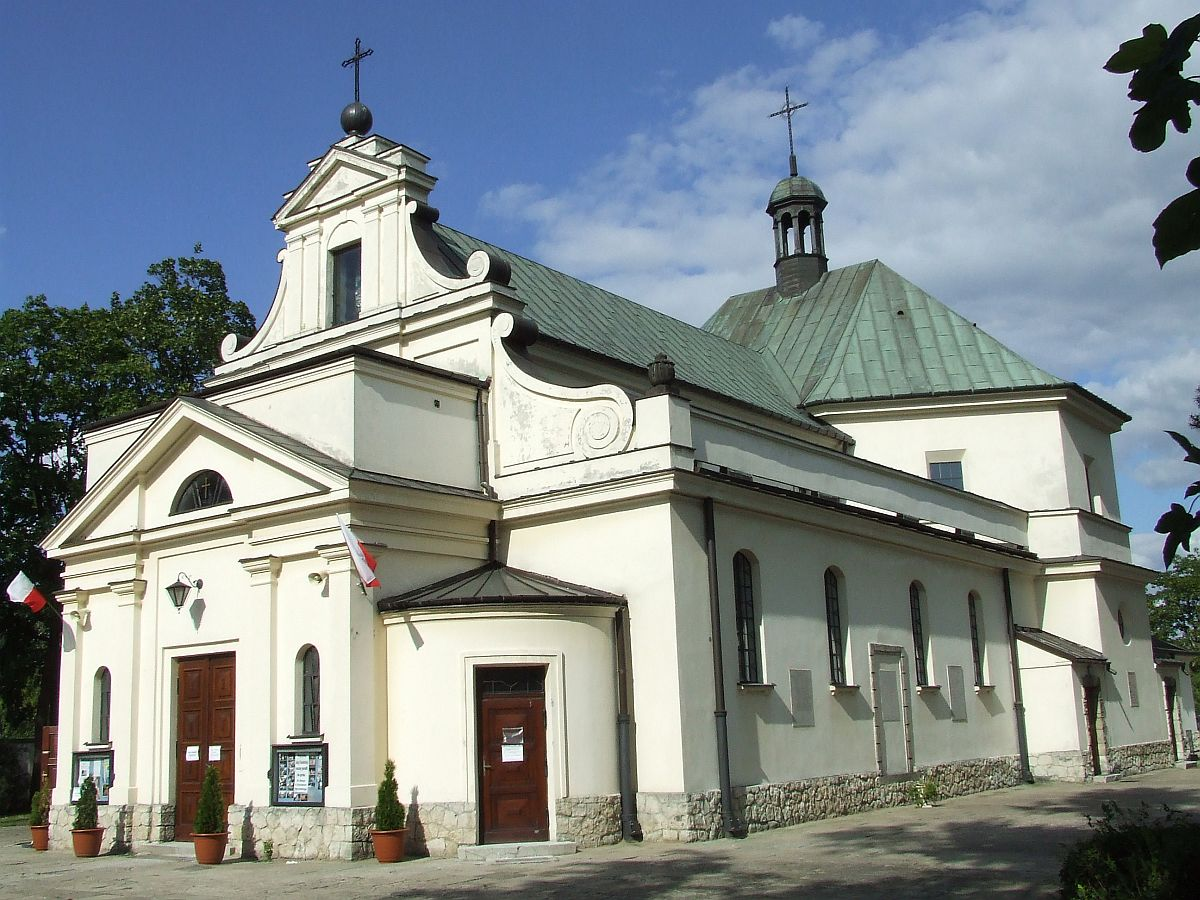
Церква Матері Божої Покровительки Польщі в Маримонті

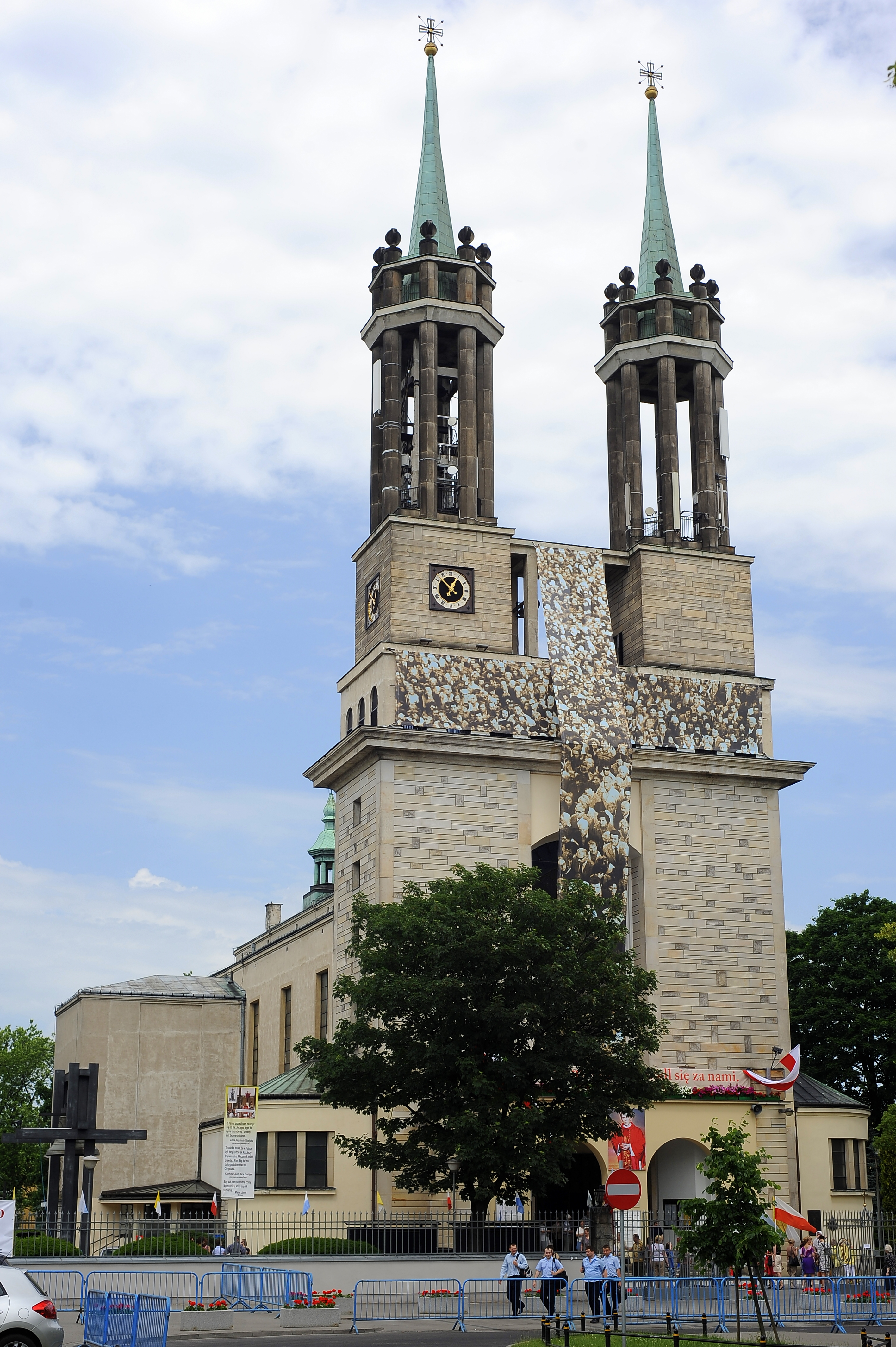
Церква св. Станіслава Костки

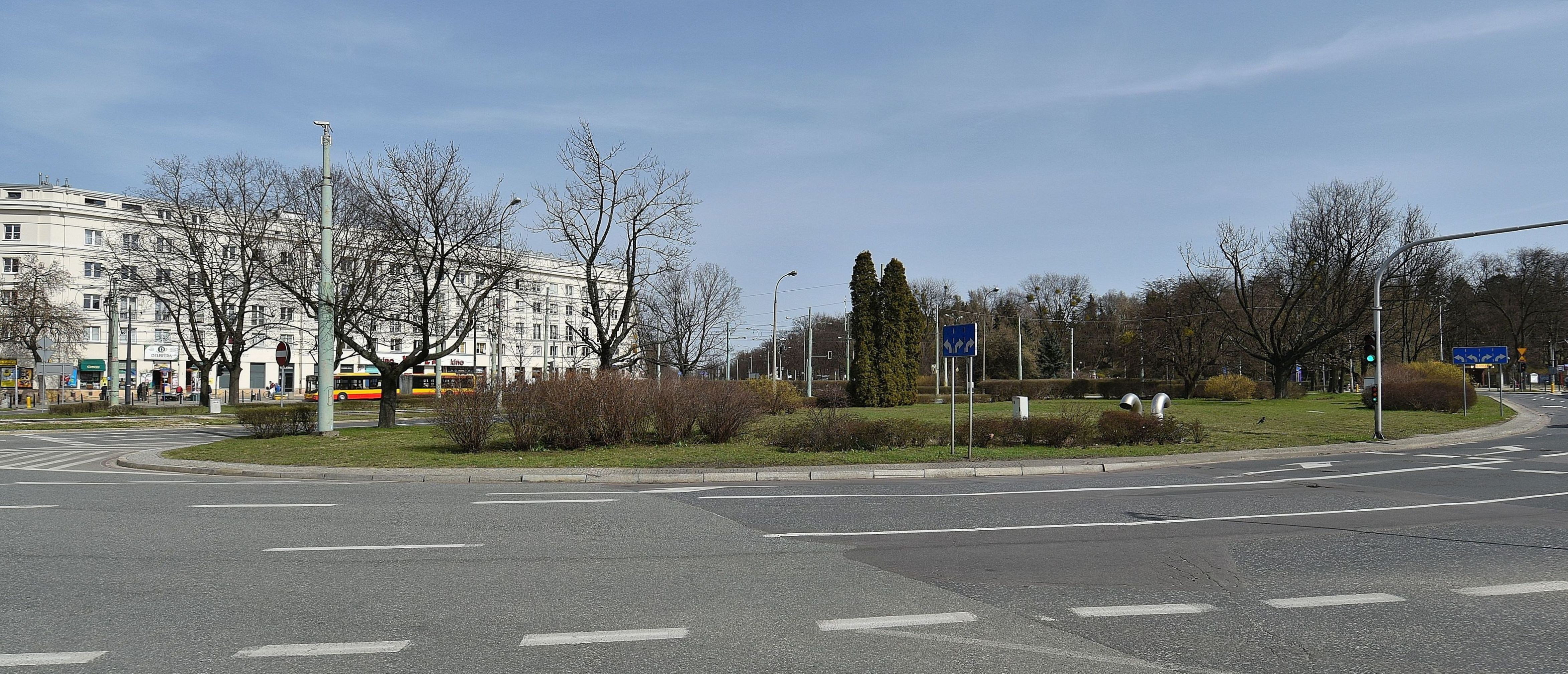
Площа Вільсона

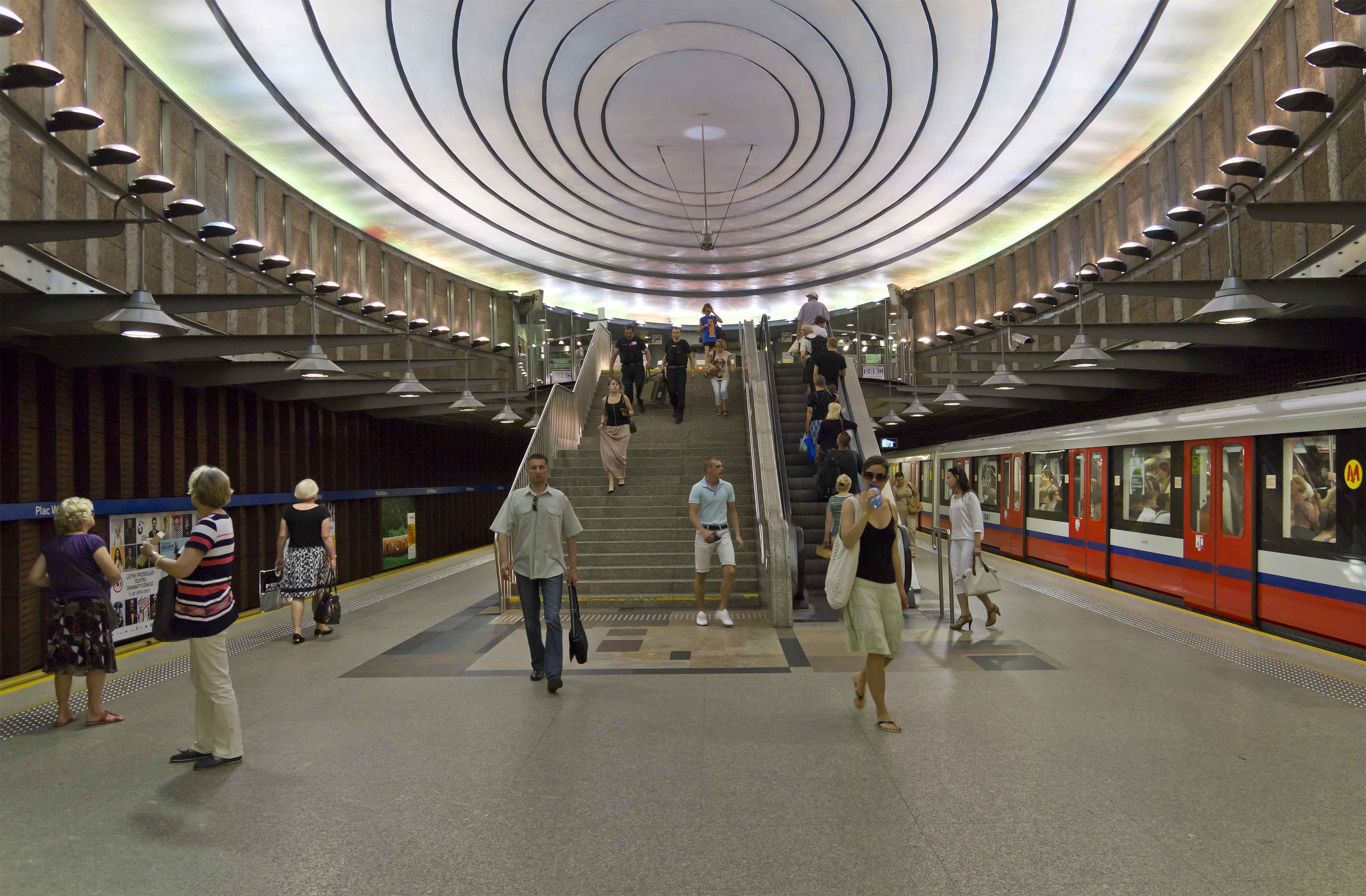
Станція метро Пляц Вільсона

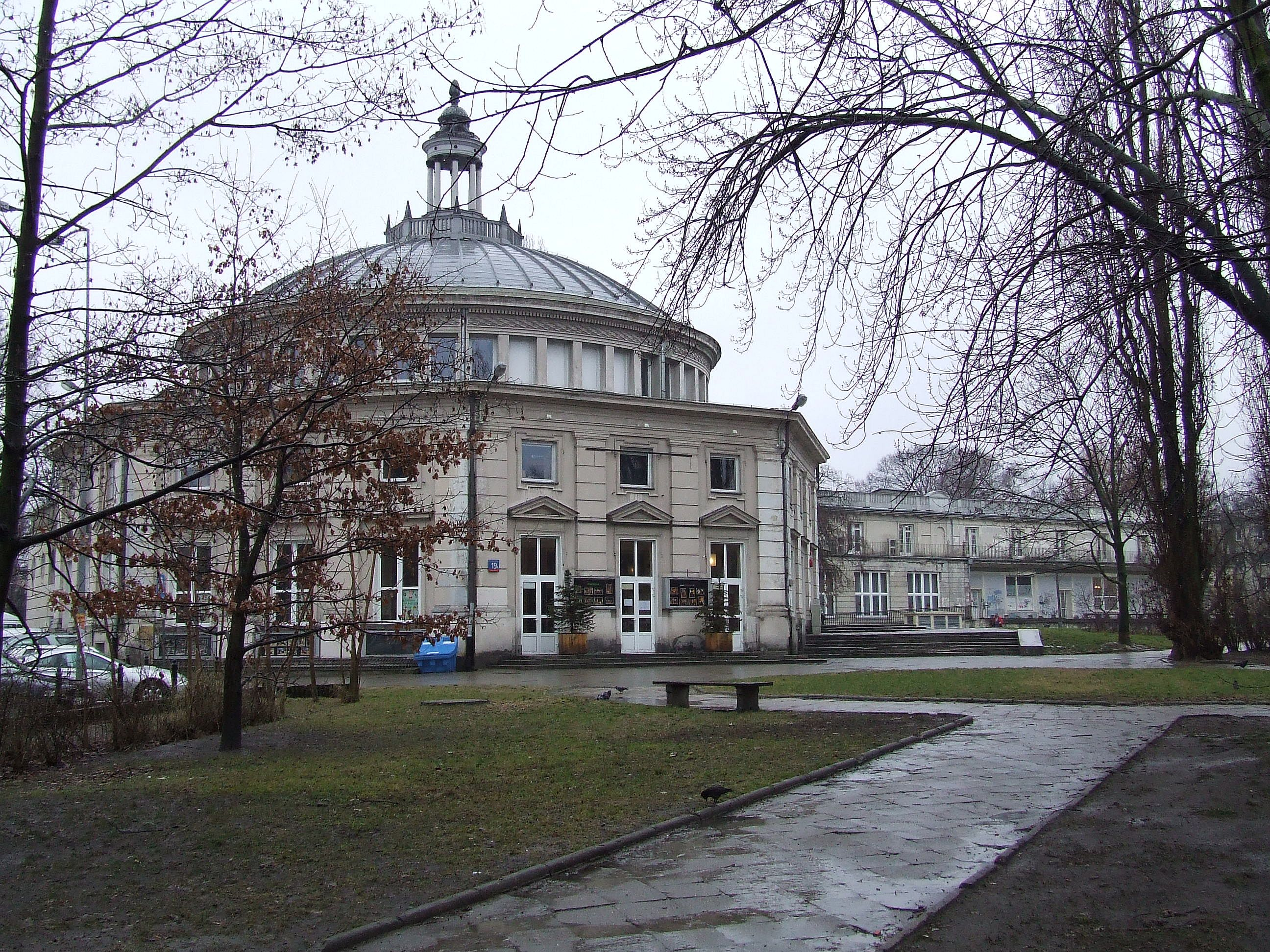
Театр Комедія

Перші згадки про поселення на території сучасної дільниці Жолібож датуються другою половиною XIV століття. В цей час тут існувало село Поліково (пол. Polikowo), що належало мазовецьким князям. На території поселення протікали річки Белчонца (пол. Bełcząca), Дрна (пол. Drna) та Рудава (пол. Rudawa), які відігравали важливе значення в його розвитку. У XVI столітті назва поселення була змінена на Полікув (пол. Polików), з XVIII століття воно носило назву Полькув (пол. Polków).
У 1641 за наказом короля Владислава IV село перейшло у власність камальдулам з-під Кракова. Частину своїх володінь камальдули згодом передали королю Яну III Собеському, який збудував тут літню резиденцію для своєї дружини Марії. Саме місце, де була побудована резиденція, отримало назву Маримонт (фр. Marie Mont) (пол. Marymont), що в перекладі з французької означає «Гора Марії». Зараз на його місці знаходиться церква Матері Божої Покровительки Польщі (пол. Kościół Matki Bożej Królowej Polski) та Парк Каскада, який є найдавнішим у Варшаві.
На території Полікова, між річками Дрна та Белчонца знаходився також шпиталь Святого Духа, діяльність якого вплинула на розвиток північних околиць Варшави. Тут знаходився також фільварок, який належав шпиталеві; у другій половині XVII століття він отримав назву Фавори (пол. Fawory). Згодом назва фільварку розповсюдилася на всю дільницю. У 1791 Фавори стали частиною Варшави.
У 1831—34 на території дільниці була збудована цитадель. Зведення цитаделі негативно відобразилося на розвитку й розбудові Варшави.
У часи міжвоєнної Польщі дільниця розвивалася найбільш динамічно. Тут були побудовані сучасний (як на ті часи) спальний район та місто-сад з приватними будинками. У 1925 почалося будівництво одного з найстаріших у Варшаві ОСББ — Варшавського кооперативу (пол. Warszawska Spółdzielnia Mieszkaniowa). Під час Другої світової війни Варшавський кооператив був знищений.
У часи ПНР значна частина Маримонту була забудована панельними будинками. На півдні Жолібожу знаходилось багато промислових об'єктів. Нині промисловість дільниці перебуває у стані занепаду.
З 1951 по 1994 у складі Жолібожу перебували Беляни та Млочіни, які зараз є окремими адміністративними одиницями. З 1994 по 2002 Жолібож входив до складу ґміни Варшава—Центр. З 2002 — одна з вісімнадцяти дільниць Варшави.

## Походження назви
Сучасна назва дільниці походить від французького словосплоучення Joli Bord, що у перекладі означає «гарний берег». Пізніше воно було адаптоване під польську вимову, у результаті чого виник Żoliborz. Словосплоучення Joli Bord стосовно дільниці пов'язане з будинками школи-інтернату, що належала ченцям католицького ордену піарів — вони були дуже мальовничими, через що частина Фаворів, у якій вони знаходилися, отримала спочатку французький, а потім польський варіант сучасної назви.

## Райони
Жолібож поділяється на три райони:
- Маримонт-Поток (пол. Marymont-Potok)
- Сади Жоліборські (пол. Sady Żoliborskie)
- Старий Жолібож (пол. Stary Żoliborz)

Маримонт-Поток, у свою чергу, поділяється на:
- Осєдле Поток (пол. Osiedle Potok)
- Парки Каскада (пол. Parki Kaskada)
- Парк Кемпа Потоцька (пол. Park Kępa Potocka)

Сади Жоліборські мають у своєму складі чотири райони:
- осєдле «Сади Жоліборські» (пол. osiedle „Sady Żoliborskie”)
- Затрасся (пол. Zatrasie)
- Повонзки (пол. Powązki)
- Жолібож Промисловий (пол. Żoliborz Przemysłowy)

Старий Жолібож поділяється на шість районів:
- Жолібож Офіцерський (пол. Żoliborz Oficerski)
- Жолібож Урядовий (пол. Żoliborz Urzędniczy)
- Жолібож Журналістський (пол. Żoliborz Dziennikarski)
- Жолібож Кооперативний (пол. Żoliborz Spółdzielczy)
- Жолібож Центральний (пол. Żoliborz Centralny)
- Жолібож Нижній (пол. Żoliborz Dolny)

## Найважливіші місця та пам'ятники

### Пам'ятки природи
- Парк Каскада
- Парк Кемпа Потоцька
- Парк імені Стефана Жеромського
- Сади Жоліборські
- Парк імені Солдатів обводу Живічель («годувальник») (пол. Park im. Żołnierzy Żywiciela)
- Парк «Рів» (пол. Park Fosa)

### Пам'ятки архітектури
- Церква та школа Воскресіння (пол. klasztor i szkoła Zmartwychwstanek)
- Церква Божої Матері Покровительки Польщі (пол. kościół Matki Boskiej Królowej Polski)
- Церква св. Станіслава Костки (пол. Kościół św. Stanisława Kostki)
- Церква Немовляти Ісуса (пол. kościół Dzieciątka Jezus)
- Церква св. Яна з Кенти (пол. kościół św. Jana Kantego)
- Військовий цвинтар на Повонзках (пол. Cmentarz Wojskowy na Powązkach)
- Пам'ятник 1-й танковій дивізії генерала Станіслава Мачека на площі Інвалідів (пол. pomnik 1 Dywizji Pancernej gen. St. Maczka na placu Inwalidów)
- Пам'ятник солдатам дивізії Юзефа Галлера на Грюнвальдській площі (пол. pomnik Czynu Zbrojnego Polonii Amerykańskiej Dyw. gen. Józefa Hallera na placu Grunwaldzkim)
- Пам'ятник 27-й Волинській піхотній дивізії Армії Крайової на розі вул. Гданської (пол. 27 Wołyńskiej Dywizji Piechoty AK al. Armii Krajowej (róg ul. Gdańskiej))
- Пам'ятник священикові Єжи Попелюшку на вул. Красинського та розі вул. Попелюшка (пол. księdza Jerzego Popiełuszki ul. Krasińskiego (róg Popiełuszki))
- Пам'ятник солдатам «Годувальника» на вул. Єжи Попелюшка (пол. Żołnierzy „Żywiciela” ul. Ks. Jerzego Popiełuszki)

#### Меморіальні дошки, камені та скульптури
- Пам'ятник загиблим під час битви за Ґданський вокзал солдатам Армії Крайової (пол. Pomnik Żołnierzy AK poległych w ataku na Dworzec Gdański w Warszawie)
- Пам'ятний камінь на честь Яцека Куроня в Парку Жеромського (пол. Głaz Pamiątkowy poświęcony Jackowi Kuroniowi w Parku Żeromskiego)
- Плита «Десантна» на вул. Гдинська Набережна (пол. Płyta „Desantowa” ul. Wybrzeże Gdyńskie)

#### Інше
- Варшавська фортеця та її форти:
- Музей Десятого павільйону Варшавської цитаделі (пол. Muzeum X Pawilonu Cytadeli Warszawskiej)
- Форт Легіонів (пол. Fort Legionów)
- Форт Сєрґєя (Сокольницького) (пол. Fort Siergieja (Sokolnickiego)) (перетворений на частину парку Жеромського), форт Георгія (Гауке-Боссака) (пол. Fort Gieorgija (Hauke-Bosaka)), форт Павла (Мерославського) (пол. Fort Pawła (Mierosławskiego)), Прибережна батарея (пол. Bateria Nadbrzeżna) (не збереглися)
- Цитадель: брама Страт (пол. Brama Straceń), Мавзолей-шибениця (пол. Mauzoleum Szubienica), Пам'ятник-каштан (пол. Pomnik Kasztanowiec), символічний цвинтар Ґаблота (пол. Gablota Cmentarz symboliczny)
- Авторська галерея й театр «Велл-Арт» (пол. Galeria Autorska i Teatr „Well-Art”)
- Бар «Фавори» (пол. Bar „Fawory”) (не існує)
- Музей спорту і туризму у Варшаві (пол. Muzeum Sportu i Turystyki w Warszawie)
- Варшавський кооператив (пол. Warszawska Spółdzielnia Mieszkaniowa)
- Театр Комедія (пол. Teatr Komedia)
- Спеціальна школа на вул. Чарнецького
- Будівлі Міських автобусних підприємств (територія колишньої фабрики «Опель»)

## Культура та мистецтво
- Публічна бібліотека на вул. Словацького
- Театр Комедія на вул. Словацького
- Кінотеатр «Вісла» на вул. Вільсона
- Театр «Триріччя» (пол. Teatr Trzyrzecze) на вул. Сузіна

## Жолібож у мистецтві та поп-культурі
- З Жолібожа походить рок-гурт «Партія» (пол. Partia), яка в 2000 записала альбом Żoliborz — Mokotów, що вважається одним з найважливіших альтернативних альбомів
- Польський рок-гурт T.Love так співає про Жолібож у своїй пісні «Варшава»: «Зелений Жолібож, перчений Жолібож квітне на деревах та кущах»
- Вокаліст гурту «Trawnik», який виріс у дільниці Жолібож, теж співає про неї
- У 1990-х на стінах будинків дільниці з'явилося гасло «Chcemy Żoliborza od morza do morza», яке згодом надихнуло художників на створення картини, розміщеної на станції метро Маримонт у 2008
- Пісня «Ода Жолібожу», що входить до альбому «Autorytet» репера з Варшави Фанкі Філона, стала другим синглом, який просував дебютний альбом співака в 2000
- Польські поети Константи Ільдефонс Галчинський та Єжи Загурський також писали про Жолібож
- На території Жолібожа у 1979 була відкрита одна з перших приватних галерей Польщі.

## Цікаві факти
- Є найменшою за площею дільницею Варшави.
- На території Жолібожа (в районі вулиці Сузіна) відбулися перші битви Варшавського повстання
- У Жолібожі народились Ярослав та Лех Качинські